# سانت لورانس
سانت لورانس (بالإنجليزية: San Lawrenz)‏ هي قرية، وبلدية في مالطا، تتبع غودش، بلغ عدد سكانها 748  نسمة، في 31 مارس 2014.

## مدن توأم
المدن التوأم:
- كولي أومبرتو.